# Giuseppe Cirò
Giuseppe Cirò (Rossano, 28 november 1975) is een Italiaans autocoureur.

## Carrière
Cirò begon zijn racecarrière in 1990 in het karting, waarbij hij meerdere nationale titels won. Hij begon met circuitracen in 1995 met de Italiaanse Renault Clio Cup en won deze in 1996, 2003 en 2004. Tussen deze titels nam hij ook deel aan de Italiaanse Renault Mégane Cup en de Renault Clio Eurocup.
In 2005 stapte het team waar hij voor reed in de Renault Clio Cup, Proteam Motorsport, over naar het nieuwe WTCC. Hij reed hier in een BMW 320i naast landgenoot Stefano D'Aste voor het independentskampioenschap. In een redelijk seizoen behaalde hij een kampioenschapspunt in de laatste ronde in Macau. In 2006 werd hij door het team vervangen door Luca Rangoni. Hij nam deel aan de Ferrari Challenge in 2006 waarbij hij het seizoen als derde finishte. Nadat hij in 2007 in de Europese Mégane Trophy deelnam, keerde hij terug naar de Ferrari Challenge in 2008. Cirò nam dat jaar ook deel aan een ronde van de FIA GT3 in een Aston Martin DBRS9.